# Stalking
Lo stalking (IPA: /ˈstolkinɡ/ in italiano, /ˈstɔːkɪŋ/ in inglese) (o atto persecutorio) è costituito da una serie di atteggiamenti tenuti da un individuo ossessionato, detto stalker, che affliggono un'altra persona, perseguitandola, generandole stati di paura e ansia, arrivando persino a compromettere lo svolgimento della normale vita quotidiana. 
Il termine stalking, e quindi stalker, deriva dal verbo to stalk, ossia "camminare con circospezione", "camminare furtivamente", "colui che cammina in modo furtivo" indicante anche il "cacciatore in agguato".

## Descrizione del fenomeno
La persecuzione avviene solitamente mediante reiterati tentativi di aggressione - sia accompagnata da comunicazione verbale e non - oppure con attività quali appostamenti e intrusioni nella privatezza e nella vita privata di un individuo. Lo stalking può nascere come complicazione di una qualsiasi relazione interpersonale, è un modello comportamentale che identifica intrusioni costanti nella vita pubblica e privata di una o più persone. Esso può realizzarsi ad esempio tramite l'invio di lettere, biglietti, posta elettronica, SMS e oggetti non richiesti; più difficile è l'attribuzione del reato di stalking a messaggi indesiderati di tipo affettuoso - specie da parte di ex partner o amici - che può variare a seconda dei casi personali. Oppure producendo scritte sui muri o atti vandalici con il danneggiamento di beni, in modo persistente e ossessivo, in un crescendo culminante in minacce, scritte e verbali, degenerando talvolta in aggressioni fisiche con il ferimento o, addirittura, l'uccisione della vittima. Tutto ciò, o parte di esso se compiuto in modo persistente e tenace in modo da indurre anche solo paura e malessere psicologico o fisico nella vittima, sono atti persecutori, e chi li attua è un persecutore: un soggetto che commette un atto criminale, in alcuni Paesi punito come tale dalla legge. Si differenzia dalla
molestia sessuale per l'intensità, la frequenza e la durata della variegata congerie comportamentale.
Talvolta può trattarsi di narcisismo maligno di soggetti che hanno sviluppato un delirio persecutorio nei confronti della persona che non riescono più a controllare. In altri casi ci si trova, invece, davanti a persone con problemi di interazione sociale, che agiscono in questo modo con l'intento di stabilire una relazione sentimentale imponendo la propria presenza e insistendo anche nei casi in cui si sia ricevuta una chiara risposta negativa. Meno frequente il caso di individui affetti da disturbi mentali, per i quali l'atteggiamento persecutorio ha origine dalla convinzione di avere effettivamente una relazione con l'altra persona. Questi soggetti manifestano cioè sintomi di perdita del contatto con la realtà e sette volte su dieci hanno un'organizzazione di personalità borderline. Solitamente questi comportamenti si protraggono per mesi o anni, il che mette in luce l'anormalità di questo genere di condotte.
Il "Centro Presunti Autori – Unità Analisi Psico Comportamentale dell'Osservatorio Nazionale sullo Stalking" (CPA), un'organizzazione italiana che segue il fenomeno, ha proposto un profilo del presunto autore e una descrizione delle condotte riferibili allo stalking, o meglio un identikit psico-comportamentale, con il presupposto che qualsiasi categorizzazione può risultare riduttiva dell'unicità e irripetibilità della persona. Secondo la CPA, oltre il 50% dei persecutori ha vissuto almeno una volta nella vita l'abbandono, la separazione o il lutto di una persona cara che non è riuscito a razionalizzare.
Sheridan e Boon nel 2003 hanno proposto la classificazione S.I.L.Vi.A (Stalking Inventory List per vittime e autori), che distingue cinque tipologie di stalker: ex partner, adolescente o giovane adulto, psicopatici con tratti di disturbo borderline e di schizofrenia, deliranti empatici e molestatori sadici.

## Utilizzo terminologico
Il termine, suggerito dalla letteratura scientifica specializzata anglofona in tema di molestie assillanti, intende indicare quindi un insieme di comportamenti molesti e continui, costituiti da ininterrotti appostamenti nei pressi del domicilio o degli ambienti comunemente frequentati dalla vittima, ulteriormente reiterati da intrusioni nella sua vita privata alla ricerca di un contatto personale per mezzo di pedinamenti, telefonate oscene o indesiderate. Da un punto di vista etimologico, il termine stalk è variamente traducibile nella nostra lingua come "caccia in appostamento", "caccia furtiva", "pedinamento furtivo", "avvicinarsi furtivamente", "avvicinarsi di soppiatto" (a selvaggina o nemici). La parola stalker è traducibile come "cacciatore all'agguato", "chi avanza furtivamente". Questi termini non chiariscono sufficientemente il significato anglosassone che è dato agli stalker che pedinano la vittima per scopi puramente molesti. Il verbo to stalk è altrettanto traducibile col significato di "inseguire furtivamente la preda" e deriva dal linguaggio tecnico-gergale venatorio. Letteralmente stalking significa "fare la posta", "inseguimento".
Non esiste una definizione generalmente accettata di stalking, ma così come enunciato da studiosi delle molestie assillanti di lingua anglofona è comunque colui che si "apposta", che "insegue", che "pedina e controlla" la propria vittima. Il termine "inseguimento" è quello più largamente usato e tradotto. Quest'ultima definizione sembra la più vicina al comportamento tipico del molestatore assillante che è, infatti, quello di seguire la vittima nei suoi movimenti per poi intromettersi nella sua vita privata. Un'altra traduzione molto usata di "stalking" è "persecuzione", così come lo stalker è chiamato "persecutore" e la vittima "perseguitato".
Nel lessico accademico si ricorre a differenti definizioni scientifiche. I termini recentemente impiegati in varie lingue, per coprire l'area semantica dell'intrusione relazionale ripetuta e assillante, sono numerosi e appartengono a vari contesti come quello criminologico, psichiatrico, psicologico e legislativo. Nella lingua inglese oltre a stalking sono usati i termini obsessional harassment, criminal harassment, obsessional following, obsessional relational intrusion; nell'italiana, greca e francese: molestie assillanti, dioxis, harcèlement du trosième type, etc. Nella disamina della letteratura corrente il termine harassment è molto spesso ricorrente; deriva dal verbo to harass, col significato di "tormentare", "molestare", "opprimere". harassment criminale è difatti il reato della molestia e della persecuzione sanzionato nei Paesi del common law.

## Vittimologia
Modifiche nella vita quotidiana sono necessarie per sfuggire allo stalking, inclusi l'avvicendarsi dei datori di lavoro, dei numeri di telefono, possono risultare un tributo troppo alto da pagare e conferire un senso di isolamento:
(Lamber Royakkers)

## Dati statistici

### Criminalistica
Seguendo i dati statistici, le donne stalker spesso e volentieri cercano altre donne, mentre gli uomini lo fanno solo con donne. Nel 2009 una ricerca del Department of Justice indica che gli uomini denunciavano stalker sia di sesso maschile (41%) sia femminile (43%).
In Italia, in base a una ricerca a campione (5%) svolta dall'Istituto di ricerca psicosociale sulla popolazione di pre-adolescenti e adolescenti, circa 800 individui di entrambi i sessi dai 13 ai 17 anni hanno soddisfatto i possibili predittori di future condotte persecutorie e violente. Secondo gli studi della Sezione Atti persecutori del Reparto Analisi Criminologiche dei Carabinieri, gli stalker potrebbero inquadrarsi (a stretti, pragmatici fini di polizia) in cinque tipologie:
- il "risentito", caratterizzato da rancori per traumi affettivi ricevuti da altri a suo avviso ingiustamente (tipicamente un ex-partner di una relazione sentimentale);
- il "bisognoso d'affetto", desideroso di convertire a relazione sentimentale un ordinario rapporto della quotidianità; insiste e fa pressione nella convinzione che prima o poi l'oggetto delle sue attenzioni si convincerà;
- il "corteggiatore incompetente", che opera stalking in genere di breve durata, risulta opprimente e invadente principalmente per "ignoranza" delle modalità relazionali, dunque arreca un fastidio praticamente preterintenzionale;
- il "respinto", rifiutato dalla vittima, caratterizzato dal voler contemporaneamente vendicarsi dell'affronto costituito dal rifiuto e insieme riprovare ad allestire una relazione con la vittima stessa;
- il "predatore", il cui obiettivo è di natura essenzialmente sessuale, trae eccitazione dal riferire le sue mire a vittime che può rendere oggetto di caccia e possedere dopo avergli incusso paura; è una tipologia spesso riguardante voyeur e pedofili.

Secondo i dati dell'Osservatorio Nazionale sullo Stalking del 2007, contesti in cui si manifesta riguardano:
- nel 55% circa nella relazione di coppia;
- nel 25% circa in condominio;
- nel 5% circa in famiglia (figli/fratelli/genitori);
- nel 15% circa sul posto di lavoro/scuola/università

### Falsi abusi
Nel 1999 Pathe, Mullen and Purcell dissero che l'interesse popolare per lo stalking era derivato da falsi abusi. Nel 2004 Sheridan e Blaauw stimavano circa 11,5% su un campione di 357 casi di false denunce di stalking.
In particolare, il 70% di tali denunce provenivano da persone che soffrivano di mitomania o deliri.

## Le sanzioni giuridiche nel mondo
Questo tipo di condotta è penalmente rilevante in molti ordinamenti, infatti lo stalking è considerato reato in diversi paesi del mondo. Le norme anti-persecuzione sono volte a tutelare le vittime di tutti quegli atti persecutori che, per la loro caratteristica di ripetitività e perduranza nel tempo, provocano nelle persone colpite stati di ansia e paura per la propria incolumità o le costringono ad alterare significativamente le proprie abitudini di vita.

### Stati Uniti d'America
Il primo Stato a introdurre il reato di stalking fu la California nel 1990 in seguito a diversi casi del genere quali, ad es., il tentato omicidio di Theresa Saldana, il massacro di Richard Farley, l'omicidio di Rebecca Schaeffer, e cinque agguati nel medesimo Stato. La legge fu proposta dal giudice John Watson della Orange County. Nel 1990 il Los Angeles Police Department (LAPD) fece partire la prima Threat Management Unit, fondata da Robert Martin del LAPD.
Dopo tre anni, tutti gli altri stati seguirono l'esempio della California. Il Driver's Privacy Protection Act (DPPA) fu introdotto nel 1994 in risposta ai numerosi casi di coloro che erano stati vittime di tali attività. A partire dal 2011 lo stalking è un reato contemplato dal Uniform Code of Military Justice (UCMJ).

### Italia
Le condotte tipiche dello stalking configurano il reato di "atti persecutori", introdotto dalla legge 23 aprile 2009, n. 38. La norma introduce nel codice penale italiano l'articolo 612-bis, più volte modificato, che al comma 1 recita: 
La pena è aumentata se il fatto è commesso dal coniuge, anche separato o divorziato, o da persona che è o è stata legata da relazione affettiva alla persona offesa ovvero se il fatto è commesso attraverso strumenti informatici o telematici.
La pena è aumentata fino alla metà se il fatto è commesso a danno di un minore, di una donna in stato di gravidanza o di una persona con disabilità di cui all'articolo 3 della legge 5 febbraio 1992, n. 104, ovvero con armi o da persona travisata.»
A ciò si aggiungono alcune norme accessorie, ossia l'aumento di pena in caso di recidiva o se il soggetto perseguitato è un minore, il fatto che lo stalking costituisca un'aggravante in caso di omicidio e violenza sessuale e la possibilità di ricorrere alle misure di indagine previste per i reati più gravi, quali le intercettazioni telefoniche e gli incidenti probatori finalizzati ad acquisire le testimonianze di minori. Questa fattispecie di reato è normalmente procedibile a querela, ma è prevista la procedibilità d'ufficio qualora la vittima sia un minore, una persona disabile, quando il reato è connesso con altro delitto procedibile d'ufficio e quando lo stalker è già stato ammonito precedentemente dal questore.
Il nuovo istituto costituisce una sorta di affinamento della preesistente norma sulla violenza privata: delinea infatti in modo più specifico la condotta tipica del reato e richiede che tale condotta sia reiterata nel tempo e tale da «cagionare un perdurante e grave stato di ansia o di paura» alla vittima.
A marzo 2011, ad un convegno milanese dedicato alla tematica, alcuni esperti di diritto, avvocati e professori universitari hanno espresso dubbi di legittimità costituzionale su alcuni aspetti della legge sullo stalking; tuttavia tali dubbi sono stati respinti dalla Corte costituzionale con sentenza n. 172 del 2014.
Fino alla sentenza della Consulta n. 11 del 3 luglio 1956, esisteva l'atto di ammonizione, che tuttavia non era nella potestà del giudice, bensì di una commissione prefettizia paragovernativa che era attivata d'ufficio dal questore, qualora la persona interessata fosse:
- designata dalla "pubblica voce" come "pericolosa socialmente" (ex art. 164 c.p.);
- designata dalla "voce pubblica" "abitualmente colpevole" di uno o più reati "dopo essere stata sottoposta a procedimento penale terminato con sentenza di proscioglimento per insufficienza di prove" (ex art. 165);
- vagabondo abituale valido al lavoro non provveduto di mezzi di sussistenza o sospetto di vivere col ricavato di azioni delittuose (art.164).

Era comunque previsto il diritto al contraddittorio, il diritto di farsi assistere da un avvocato e di ricorrere in appello, con esecutività della pena non sospendibile decorrente a partire dal primo grado del procedimento. 
L'ammonizione prevedeva gli arresti domiciliari, anche in assenza di qualsiasi corpo di reato penalmente perseguibile (ex art. 170).

## Filmografia
- Stalking Eva (2015), di Joe Verni.